# نظافتچی
نظافتچی (انگلیسی: Cleaner) یک فیلم دلهره‌آور آمریکایی به کارگردانی رنی هارلین است که در سال ۲۰۰۷ منتشر شد.

## بازیگران
- ساموئل ال. جکسون
- اد هریس
- اوا مندس
- کیکه پالمر
- لوئیس گازمن
- مگی لاسون
- خوزه پابلو کانتیلو
- رابرت فورستر
- مارک مک‌کالی
- پتر فرانتسن